# Kim Hyung-keun
Đây là một tên người Triều Tiên, họ là Kim.
Kim Hyung-Keun (tiếng Hàn: 김형근; sinh ngày 6 tháng 1 năm 1994) là một cầu thủ bóng đá Hàn Quốc thi đấu ở vị trí thủ môn cho Busan IPark.

## Sự nghiệp
Kim gia nhập Busan IPark ngày 30 tháng 12 năm 2015. Anh có màn ra mắt cho câu lạc bộ trong chiến thắng tại Cúp FA trước Gyeongnam ngày 27 tháng 4 năm 2016. Anh xuất phát từ đầu trận lần đầu tiên trong trận hòa 1-1 với Bucheon ngày 21 tháng 5.

## Thống kê sự nghiệp câu lạc bộ
Tính đến 4 tháng 12 năm 2017
| Thành tích câu lạc bộ | Thành tích câu lạc bộ | Thành tích câu lạc bộ | Giải vô địch | Giải vô địch | Cúp     | Cúp       | Play-off | Play-off  | Tổng cộng | Tổng cộng |
| Mùa giải              | Câu lạc bộ            | Giải vô địch          | Số trận      | Bàn thắng    | Số trận | Bàn thắng | Số trận  | Bàn thắng | Số trận   | Bàn thắng |
| --------------------- | --------------------- | --------------------- | ------------ | ------------ | ------- | --------- | -------- | --------- | --------- | --------- |
| 2016                  | Busan IPark           | K League 2            | 6            | 0            | 2       | 0         | 0        | 0         | 8         | 0         |
| 2017                  | Busan IPark           | K League 2            | 10           | 0            | 3       | 0         | 1        | 0         | 14        | 0         |
| Tổng cộng sự nghiệp   | Tổng cộng sự nghiệp   | Tổng cộng sự nghiệp   | 16           | 0            | 5       | 0         | 1        | 0         | 22        | 0         |